# Isn’t It a Pity
Isn’t It a Pity (englisch für „Ist es nicht ein Jammer“) ist ein Rocksong, der 1970 vom britischen Musiker George Harrison veröffentlicht wurde. Geschrieben wurde er ebenfalls von Ex-Beatle Harrison.
Das Stück erschien als B-Seite der Single My Sweet Lord und in zwei Versionen auf dem Album All Things Must Pass. Die Single erreichte sowohl in den USA als auch in Deutschland Platz 1.

## Komposition
Das Lied steht im 4⁄4-Takt, ist in G-Dur notiert und dauert 7:07 Minuten. Das Tempo wird mit „Moderately slow“ angegeben. Bemerkenswert ist das minutenlange Outro des Stücks, das an das von Hey Jude erinnert.

## Text
Harrison sagt in seiner Autobiografie: “Isn’t It a Pity is about whenever a relationship hits a down point […]” („Isn’t It a Pity handelt von dem Moment, immer wenn eine Beziehung einen Tiefpunkt erreicht […]“)
Zu Beginn des Textes begegnet das Bedauern, dass Menschen einander Schmerz zufügen. Dabei scheint die erste Strophe von einer Liebesbeziehung bzw. mehreren Liebesbeziehungen zu handeln: “Isn’t it a pity, isn’t it a shame / How we break each others’s hearts, and / cause each other pain / How we take each other’s love, without / thinking anymore / Forgetting to give back” („Ist es nicht ein Jammer, ist es nicht eine Schande / wie wir einander Herzen brechen und / einander Schmerz verursachen / wie wir einander Liebe nehmen, ohne / weiter zu denken / wobei wir vergessen zurückzugeben“). “[…] the song is a personal observation about a failed love affair. However, at the same time, it is about the universal love for, and among, humankind […]” („[…] das Lied ist eine persönliche Beobachtung einer gescheiterten Liebesbeziehung. Dennoch handelt es gleichzeitig von der allgemeinen Liebe zu und unter den Menschen […]“).
Diese Allgemeingültigkeit wird in der zweiten Strophe aufgegriffen mit den Worten “not too many people can see we’re / all the same” („nicht zu viele Leute können sehen, dass wir alle dieselben sind“). “[…] with Isn’t It A Pity, Harrison adopts the paradoxical position of the neutral observer who is involved.” („[…] mit Isn’t It a Pity nimmt Harrison die paradoxe Position des neutralen Beobachters ein, der involviert ist.“).
“The lyric's subject matter - hurt caused by thoughtlessness - resonates with some of Harrison's contemporary material … so that a connection to the break-up of the Beatles is implied, even if the song pre-dates it.” („Das Thema des Textes - Verletzung durch Gedankenlosigkeit - klingt in einigen von Harrisons zeitgenössischen Werken mit ... so dass eine Verbindung zur Auflösung der Beatles angedeutet wird, auch wenn das Lied vor dieser Zeit spielt.“)

## Wiederveröffentlichungen und weitere Versionen
Auf All Things Must Pass veröffentlichte George Harrison mit anderer Besetzung eine Version des Liedes mit einer Länge von 4:45 Minuten.
Isn´t It a Pity war Teil des Programms der Japantournee von George Harrison und Eric Clapton im Dezember 1992. und erschien als Liveversion im Juli 1992 auf dem Album Live in Japan Diese Version hat ein Spielzeit von 6 min 34 s.
Im Juni 2009 erschien das Kompilationsalbum Let It Roll: Songs by George Harrison. Auf der iTunes-Version des Albums befindet sich als Bonustrack eine 2 min 59 s lange Demoversion des Songs, die Harrison alleine auf einer elektrischen Gitarre spielt. Hierbei handelt es sich um eine Aufnahme in den Apple Studios vom Januar 1969. Diese Version wurde auch für die Dokumentationsserie The Beatles: Get Back aus dem Jahr 2021 im Abspann des ersten Teils verwendet.
Take 2 eines Demos mit Bandbegleitung befindet sich auf All Things Must Pass – 50th Anniversary Edition. Diese Version hat eine Spielzeit von 3 min 19 s. Auf dem Album befindet sich ebenfalls Take 14 (53 s) und Take 27 (5 min 1 s).

## Besetzung
Besetzungsliste:
- George Harrison: Slidegitarre, Gesang, Chorgesang
- Tony Ashton: Klavier
- Gary Wright: Keyboards(möglicherweise)
- Billy Preston: Keyboards
- Klaus Voormann: Bass
- Badfinger:[16] Akustikgitarren
- Ringo Starr: Schlagzeug
- John Barham: Orchesterarrangement
- Mike Gibbins: Tamburin
- (möglicherweise) Peter Frampton: Akustikgitarre

## Aufnahmen
Die Aufnahmen fanden in den Abbey Road Studios in London vom 2. Juni 1970 bis November 1970 statt. Produzenten waren George Harrison und Phil Spector.

## Veröffentlichung
„Laut Mark Lewisohn (private Unterhaltung) war Isn’t It a Pity, das Harrison später zweimal für All Things Must Pass einspielte, schon für Revolver im Gespräch gewesen.“ In den USA erschien das Album All Things Must Pass am 27., in Großbritannien und Deutschland am 30. November 1970. Isn’t It a Pity erschien in den USA bereits am 23. November 1970 als Doppel-A-Seiten-Single mit My Sweet Lord, in Deutschland ebenfalls im November 1970. Im Jahr 2009 wurde der Song auf dem Sampler Let It Roll: Songs by George Harrison veröffentlicht.

## Kritiken
“If any George Harrison song can be called ‚majestic‘, 'Isn't It A Pity' would be the one.”

„Wenn irgendein Song von George Harrison ‚majestätisch‘ genannt werden kann, wäre ‚Isn't It A Pity‘ dieser.“

“If Something was Harrison′s Yesterday, then Isn′t It a Pity is his Hey Jude.”

„Wenn Something Harrisons Yesterday war, dann ist Isn’t It a Pity sein Hey Jude.“

“A beautiful, haunting lament for broken relationships, with George pointing the finger of guilt at himself.”

„Eine hübsche, quälende Klage über zerbrochene Beziehungen, wobei George den Finger der Schuld auf sich selbst richtet.“

‘Isn′t It a Pity’ brings together two themes that had occupied Harrison for sometime – hope and despair. The break up of The Beatles, a disintegrating marriage and difficult friendship, Clapton was infatuated with Pattie Harrison, meant his personal relationships were in tatters.

„Isn′t It a Pity bringt zwei Themen zusammen, die Harrison für einige Zeit beschäftigt hatten – Hoffnung und Verzweiflung. Das Ende der Beatles, eine zerbröckelnde Ehe und schwierige Freundschaft, Clapton war vernarrt in Pattie Harrison, bedeuteten, seine persönlichen Beziehungen lagen in Fetzen.“

“Along with ‘Maybe I’m Amazed’, ‘Imagine’ and ‘Photograph’, this song represents a pinnacle of each ex-Beatles solo-career.”

„Zusammen mit ‚Maybe I’m amazed‘, ‚Imagine‘ und ‚Photograph‘ repräsentiert dieser Song einen Höhepunkt der Solo-Karriere jedes Ex-Beatles.“

## Coverversionen
1971 wurde der Song sowohl von Matt Monro als auch der irischen Sängerin Dana gecovert. Nina Simone veröffentlichte 1972 eine elfminütige Fassung des Liedes auf Emergency Ward.
Beim Concert for George im Jahr 2002 wurde Isn’t It a Pity von Billy Preston und Eric Clapton gesungen. Annie Lennox führte im September 2017 in New York City zusammen mit Dhani Harrison an der Gitarre Isn’t It a Pity auf, als sie den „George Harrison Global Citizen Award“ bekam.